# 塞纳河畔讷伊
塞纳河畔讷伊（法語：Neuilly-sur-Seine，法語發音：[nøji syʁ sɛn] ⓘ），法国中北部城市，法兰西岛大区上塞纳省的一个市镇，隶属于楠泰尔区，其市镇面积为3.73平方公里，2022年1月1日时人口数量为59,200人，在法国城市中排名第94位。
塞纳河畔讷伊位于上塞纳省中东部，巴黎市区和拉德芳斯商务区之间，是巴黎西部的一个近郊卫星居民区，通过巴黎地铁1号线连接巴黎市区。
塞纳河畔讷伊因一战后在此签署的《讷伊条约》而闻名，法国极右翼政治家玛丽娜·勒庞出生于此地，而法国第23任总理尼古拉·萨科奇曾连续19年担任该市市长职务。世界大型化妆品品牌香奈儿和丝芙兰的总部均位于塞纳河畔讷伊境内。

## 地名来源
“讷伊”一名最初于1222年以“Portus de Lulliaco”的形式被记载于圣但尼圣殿的宪章中，其中“Lulliaco”来源于日耳曼语单词“lun”，意为“森林”，现代法语转写为“Noue”，意为“湿润的草地”；“Portus”则意为“港口”。“塞纳河畔”这一后缀则自1896年起成为当地官方名称的一部分。

## 历史

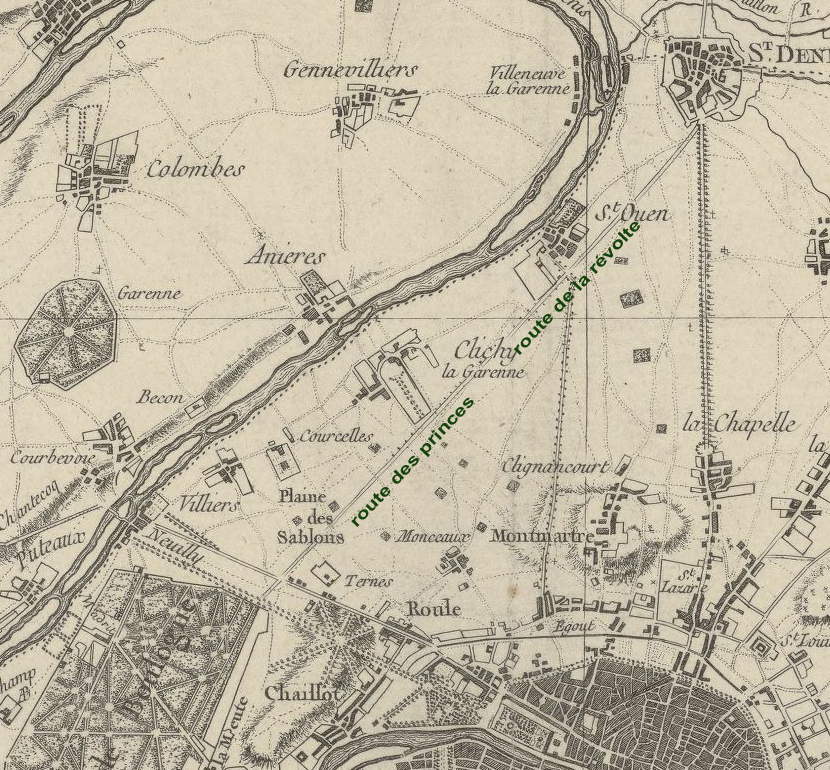
1730年的讷伊地区地图

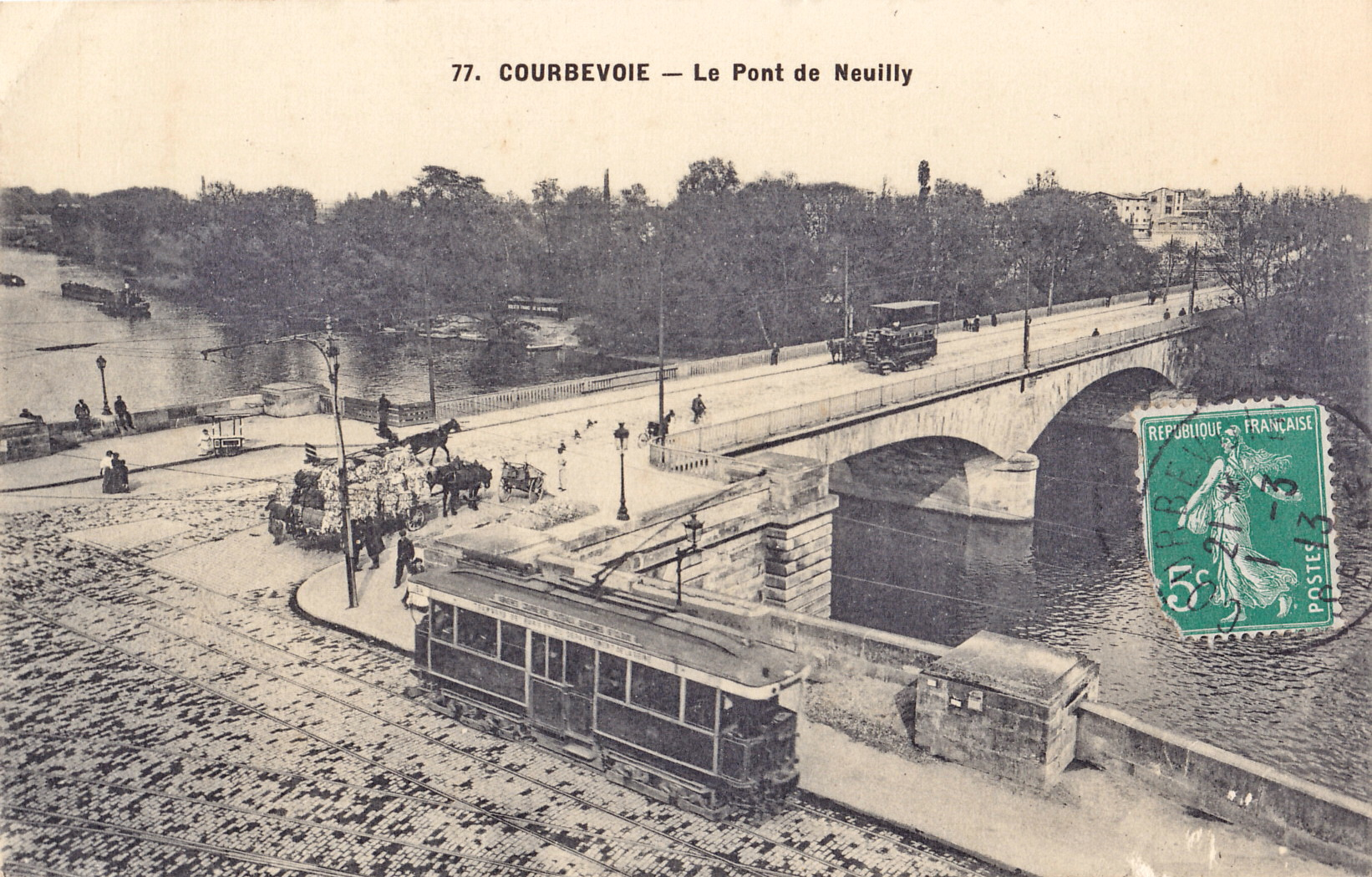
1913年的讷伊桥

塞纳河畔讷伊的历史可以追溯至墨洛温王朝时期，一条由巴黎蒙马特尔前往城西瓦莱里安山的道路在讷伊附近的浅滩通过塞纳河，河边逐渐形成了聚落。1140年，僧侣们在现在的夏尔·戴高乐大街稍北的塞纳河畔建立了渡口，这里逐渐成为巴黎至诺曼底的必经之路。1527年，弗朗索瓦一世下令在讷伊南郊修建马德里城堡，城堡于1795年在法国大革命中被彻底拆毁，而以其命名的街道则得以保留。1606年，法国国王亨利四世和玛丽·德·美第奇王后的马车在轮渡倾覆，王室决定在此修建木桥。路易十五治下的1772年，一座219米长的五拱石桥由建筑师让-鲁道夫·佩罗内设计建造，路易十五的雕像被树立在皮托岛的东端。从卢浮宫至尚特考克山岗（后来的拉德芳斯）的中轴线雏形由此形成。1786年，路易十六命令药剂师安托万·帕门蒂埃将刚刚引入法国的马铃薯在塞纳河畔讷伊镇中心的莱萨布隆（Les Sablons）的平地上试种。为了纪念这一功绩，讷伊市政厅的门前树立起了一尊帕门蒂埃的雕像。法国大革命后，讷伊港（Port Neuilly）成为塞纳省的一个市镇。19世纪初，路易-菲利普一世在此地修建讷伊城堡，并将其作为奥尔良王朝的家族宅邸，其国王及其家人在1830年至1848年年间居住于此。1842年，王储费迪南-菲利普在返回讷伊的途中死于意外事故。1848年革命期间城堡被纵火焚毁。19世纪中期，根据奥斯曼的巴黎城市规划方案，与塞纳河畔讷伊接壤的巴黎16、17两个区域被设为“高级住宅区”，而与之相邻的讷伊也由此聚集了大量的中产以上阶级居民。1871年巴黎公社期间，公社力量与凡尔赛的政府军在讷伊发生激烈战斗，大量房屋毁于炮火。此后数十年内，众多住宅楼在讷伊兴建。1919年11月27日，作为凡尔赛和约的后续，协约国与保加利亚在讷伊市政厅签订了《讷伊条约》。1937年，巴黎地铁1号线延伸至塞纳河畔讷伊境内的讷伊桥；1942年，一座金属桥梁取代了塞纳河上的石桥。二战后，随着巴黎城市的扩张，塞纳河畔讷伊的人口数量大幅增长，并逐渐成为巴黎市郊的高档住宅区。1968年，塞纳河畔讷伊被划入新成立的上塞纳省。1992年，巴黎地铁1号线延伸至拉德芳斯。1991年8月7日，伊朗末代国王穆罕默德·礼萨·巴列维的最后一任首相沙普爾·巴赫蒂亞爾在讷伊的家中遇刺身亡。2007年法国总统选举中，长期担任讷伊市长并居住于此的尼古拉·萨科奇作为人民运动联盟的候选人最终当选，成为法国第23任总统。

## 地理

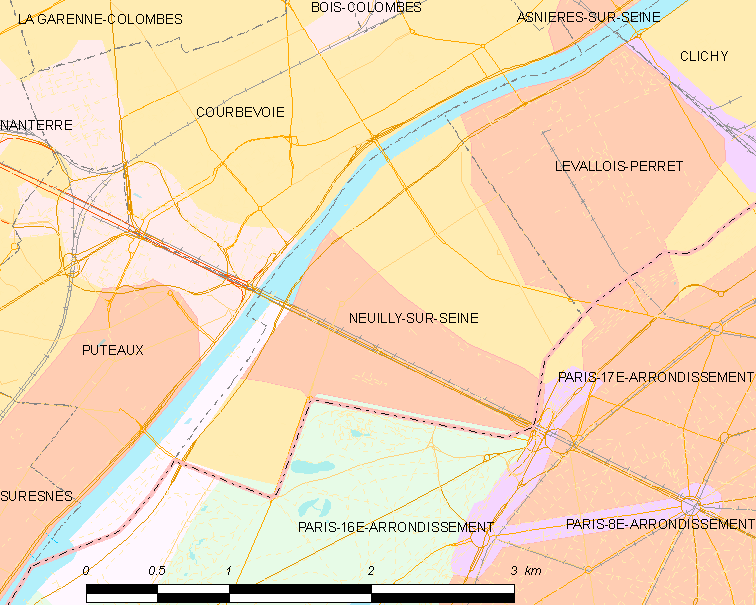
塞纳河畔讷伊市镇范围地图

塞纳河畔讷伊位于法国中北部，法兰西岛大区中北部和上塞纳省中东部，距离省会楠泰尔大约5公里。与塞纳河畔讷伊接壤的市镇包括：勒瓦卢瓦-佩雷、巴黎、皮托、库尔伯瓦、原巴黎第一区。

### 地形
塞纳河畔讷伊位于巴黎盆地腹地，境内以平原为主，市镇中心地势平坦，全境海拔在27到39米之间。

### 水文
塞纳河干流自南向北流经市区西部，隔河与拉德芳斯商务区相望，河中央的雅特岛南部亦为塞纳河畔讷伊的市镇管辖范围。

### 植被
塞纳河畔讷伊属于温带阔叶混交林区，市区内的主要绿地公园包括疯狂圣雅姆公园（Parc de la Folie Saint James）、贝勒伊花园（Square de Beloeil）等，市区南部则与布洛涅森林接壤。
在鲜花城市的评比中，塞纳河畔讷伊被评为3星级鲜花城市。

### 气候
塞纳河畔讷伊在柯本气候分类法中属于温带海洋性气候。
塞纳河畔讷伊境内的巴加泰勒街区设有气象站，以下为该气象站的数据（其中日照数据取自勒布尔歇）：
| 塞纳河畔讷伊-巴加泰勒1981年－2019年 | 塞纳河畔讷伊-巴加泰勒1981年－2019年 | 塞纳河畔讷伊-巴加泰勒1981年－2019年 | 塞纳河畔讷伊-巴加泰勒1981年－2019年 | 塞纳河畔讷伊-巴加泰勒1981年－2019年 | 塞纳河畔讷伊-巴加泰勒1981年－2019年 | 塞纳河畔讷伊-巴加泰勒1981年－2019年 | 塞纳河畔讷伊-巴加泰勒1981年－2019年 | 塞纳河畔讷伊-巴加泰勒1981年－2019年 | 塞纳河畔讷伊-巴加泰勒1981年－2019年 | 塞纳河畔讷伊-巴加泰勒1981年－2019年 | 塞纳河畔讷伊-巴加泰勒1981年－2019年 | 塞纳河畔讷伊-巴加泰勒1981年－2019年 | 塞纳河畔讷伊-巴加泰勒1981年－2019年 |
| 月份                                | 1月                                 | 2月                                 | 3月                                 | 4月                                 | 5月                                 | 6月                                 | 7月                                 | 8月                                 | 9月                                 | 10月                                | 11月                                | 12月                                | 全年                                |
| ----------------------------------- | ----------------------------------- | ----------------------------------- | ----------------------------------- | ----------------------------------- | ----------------------------------- | ----------------------------------- | ----------------------------------- | ----------------------------------- | ----------------------------------- | ----------------------------------- | ----------------------------------- | ----------------------------------- | ----------------------------------- |
| 历史最高温 °C（°F）                 | 16.5 (61.7)                         | 22 (72)                             | 26 (79)                             | 31 (88)                             | 33 (91)                             | 38 (100)                            | 38.5 (101.3)                        | 40.5 (104.9)                        | 34.5 (94.1)                         | 33 (91)                             | 23.5 (74.3)                         | 17.7 (63.9)                         | 40.5 (104.9)                        |
| 平均高温 °C（°F）                   | 8.1 (46.6)                          | 9.6 (49.3)                          | 13.5 (56.3)                         | 16.8 (62.2)                         | 21.3 (70.3)                         | 24.1 (75.4)                         | 26.4 (79.5)                         | 26.4 (79.5)                         | 22.1 (71.8)                         | 17.1 (62.8)                         | 11.2 (52.2)                         | 7.8 (46.0)                          | 17 (63)                             |
| 日均气温 °C（°F）                   | 5.4 (41.7)                          | 6.1 (43.0)                          | 9.1 (48.4)                          | 11.6 (52.9)                         | 15.8 (60.4)                         | 18.5 (65.3)                         | 20.6 (69.1)                         | 20.6 (69.1)                         | 16.8 (62.2)                         | 12.9 (55.2)                         | 8.1 (46.6)                          | 5.3 (41.5)                          | 12.6 (54.7)                         |
| 平均低温 °C（°F）                   | 2.7 (36.9)                          | 2.6 (36.7)                          | 4.7 (40.5)                          | 6.3 (43.3)                          | 10.3 (50.5)                         | 12.9 (55.2)                         | 14.9 (58.8)                         | 14.7 (58.5)                         | 11.5 (52.7)                         | 8.7 (47.7)                          | 5 (41)                              | 2.8 (37.0)                          | 8.1 (46.6)                          |
| 历史最低温 °C（°F）                 | −12 (10)                            | −13 (9)                             | −8 (18)                             | −2 (28)                             | 1.5 (34.7)                          | 4 (39)                              | 7 (45)                              | 6.5 (43.7)                          | 4 (39)                              | −2.5 (27.5)                         | −8 (18)                             | −10 (14)                            | −13 (9)                             |
| 平均降水量 mm（）                   | 52.9 (2.08)                         | 43.3 (1.70)                         | 48 (1.9)                            | 49.4 (1.94)                         | 64.1 (2.52)                         | 53.2 (2.09)                         | 58.9 (2.32)                         | 51 (2.0)                            | 48.1 (1.89)                         | 60.8 (2.39)                         | 51.9 (2.04)                         | 58.4 (2.30)                         | 640 (25.2)                          |
| 月均日照時數                        | 62                                  | 75.1                                | 125                                 | 165.8                               | 193.3                               | 206.9                               | 215.7                               | 206.2                               | 160.2                               | 111.2                               | 65.1                                | 50.8                                | 1,637.3                             |
| 来源：infoclimat.fr                 |                                     |                                     |                                     |                                     |                                     |                                     |                                     |                                     |                                     |                                     |                                     |                                     |                                     |

## 行政区划
塞纳河畔讷伊是法国法兰西岛大区上塞纳省的一个市镇，编号为92051。塞纳河畔讷伊隶属于楠泰尔区以及上塞纳省第六选区，管理塞纳河畔讷伊县，同时也是巴黎西部拉德芳斯公共土地管理局的办公驻地。
法国国家统计与经济研究所（简称）在进行数据统计时，将塞纳河畔讷伊划入大巴黎都会区，并将包括塞纳河畔讷伊在内的1,794个市镇设为巴黎城市区。自2020年起，巴黎城市区被包含1,929个市镇的巴黎城市辐射区代替。此外，还将塞纳河畔讷伊市镇分为了26个“块区”（IRIS），以便于统计人口分布情况。

## 交通

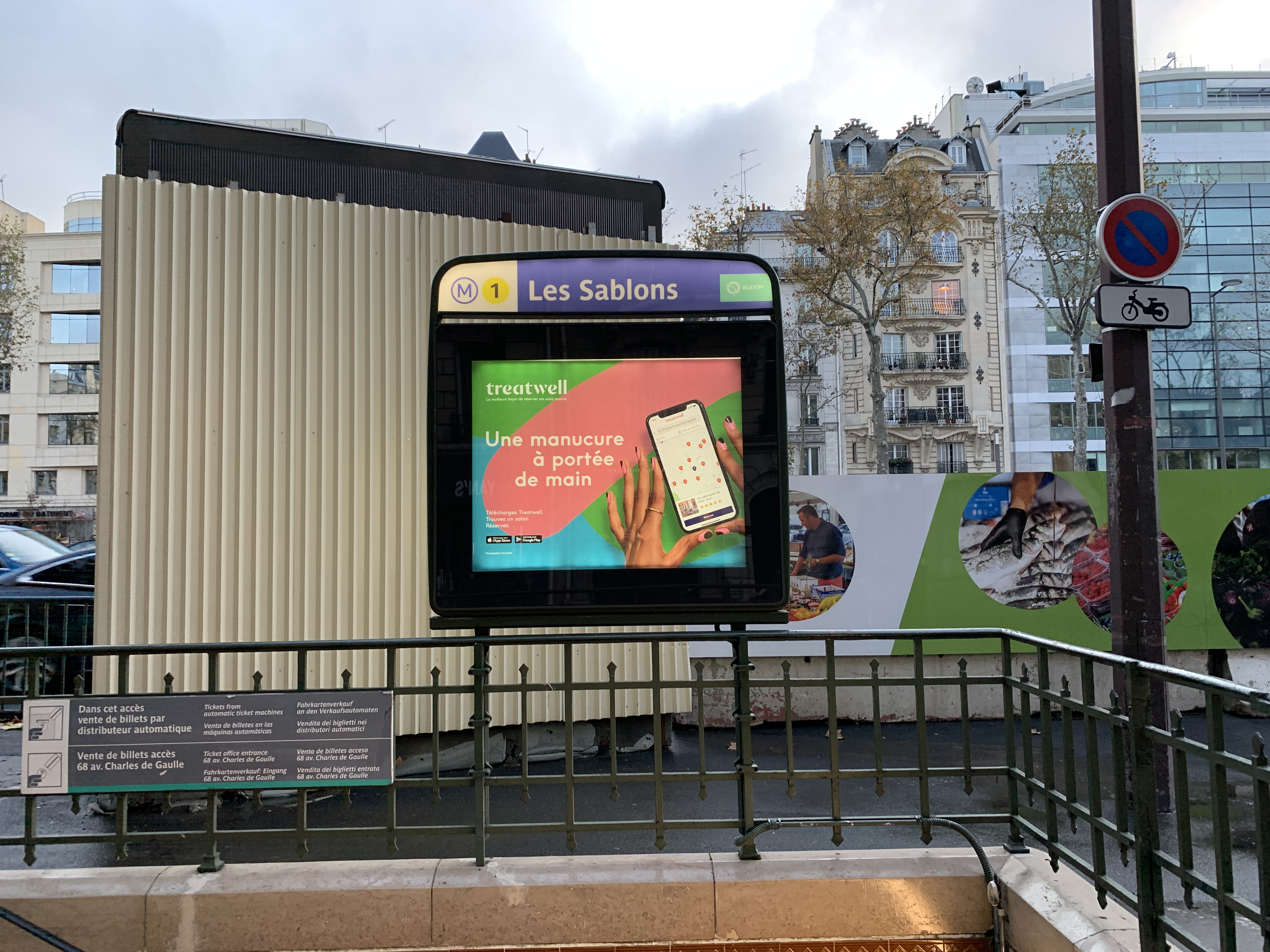
地铁莱萨布隆站入口

### 公路
法国国道N13线和上塞纳省省道D1线、D908线从塞纳河畔讷伊镇中心穿过。其中国道N13线在塞纳河畔讷伊境内的部分被命名为“夏尔·戴高乐大街”（avenue Charles de Gaulle），是巴黎中轴线香榭丽舍大街和大军团大街（avenue de la Grande-Armée）的西段延伸，这条连接巴黎和拉德芳斯商业区的交通要道每天约有两万辆汽车通过。
塞纳河畔讷伊境内的道路均为城市化道路，配有照明、排水、人行道等设施。
2017年，53.6%的塞纳河畔讷伊家庭拥有至少一辆私人汽车。2019年，塞纳河畔讷伊境内共发生各类交通事故89起，造成3人遇难，103人受伤。

### 铁路
法兰西岛大区快铁A线从塞纳河畔讷伊地下穿过但未设站。

### 对外交通
距离塞纳河畔讷伊最近的长途汽车站、长途铁路车站和民用航空站分别为马约门汽车站、巴黎圣拉扎尔站和巴黎戴高乐机场，距离塞纳河畔讷伊市中心的公路里程分别为约1公里、5公里和28公里。

### 城市公共交通
| 途经塞纳河畔讷伊境内的主要公共交通线路 |        | |
| 类型                                   | 运营商 | 线路 |
| 地铁                                   | RATP   | ：拉德芳斯站 ↔ 讷伊桥站 ↔ 莱萨布隆站 ↔ 马约门站 ↔ 沙特雷站 ↔ 民族站 ↔ 万塞讷城堡站 |
| 公共汽车                               | RATP   | 43：巴黎-火车北站 ↔ 讷伊桥 ↔ 巴加泰勒/隆尚跑马场 73：巴黎-奥赛博物馆 ↔ 莱萨布隆 ↔ 讷伊桥 ↔ 拉德芳斯 ↔ 拉加雷讷科隆布-夏尔堡 82：巴黎-卢森堡 ↔ 马约门 ↔ 美洲医院 93：荣军院 ↔ 讷伊桥 ↔ 叙雷讷-戴高乐 157：讷伊桥 ↔ 维勒蒙布勒城堡 ↔ 楠泰尔-塞纳河大街 158：讷伊桥 ↔ 拉德芳斯 ↔ 快铁吕埃-马尔迈松站 174：讷伊桥 ↔ 拉德芳斯 ↔ 快铁圣旺站 176：讷伊桥 ↔ 拉加雷讷科隆布-夏尔堡 ↔ 科隆布-小热讷维利耶 |
| 公共汽车                               | (N)    | N11：讷伊桥 ↔ 沙特雷 ↔ 万塞讷城堡 N24：沙特雷 ↔ 讷伊桥 ↔ 萨特鲁维尔-火车站 |
| 1.                                     |        | |

除此之外，法兰西岛大区快铁C线的“讷伊-马约门站”位于塞纳河畔讷伊的东南部，距离市镇边界仅200米。

## 政治

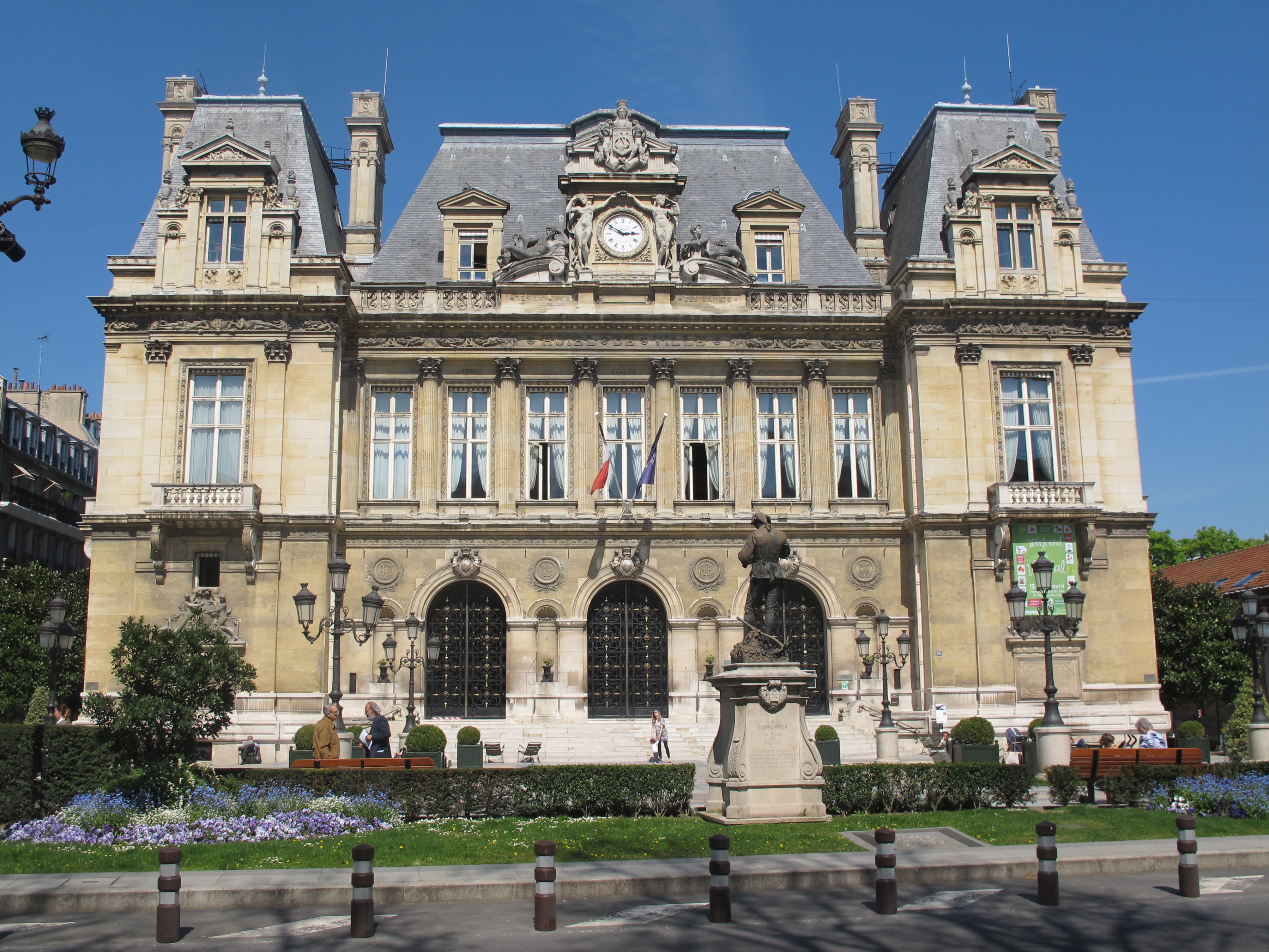
塞纳河畔讷伊市政厅

塞纳河畔讷伊的现任市长为让-克里斯托夫·弗罗芒坦先生，他是土地运动的一名成员，在2020年的市政选举中获得了60.26%的支持率。
在2017年的法国总统大选中，法国第25任总统埃马纽埃尔·马克龙在塞纳河畔讷伊获得了88.78%的支持率。
| 塞纳河畔讷伊历届市长 |                                                  |                                                                                  |
| 任期                 | 市长                                             | 党派                                                                             |
| 1944年－1945年       | Eugène Van der Meersch 欧仁·范德梅尔施           | DVG左翼无党派人士                                                                |
| 1945年－1947年       | Charles Metman 夏尔·梅特曼                       | DVD右翼无党派人士                                                                |
| 1947年－1983年       | Achille Peretti 阿希耶·佩雷蒂                    | RPF法国人民联盟 →RS联合共和 →UNR新共和国联盟 →UDR共和国保卫联盟 →RPR保衛共和聯盟 |
| 1983年－2002年       | Nicolas Sarkozy 尼古拉·萨科齐                    | RPR保衛共和聯盟 →UMP人民运动联盟                                                 |
| 2002年－2008年       | Louis-Charles Bary 路易-夏尔·巴里                | UMP人民运动联盟                                                                  |
| 2008年－             | Jean-Christophe Fromantin 让-克里斯托夫·弗洛芒坦 | DVD右翼无党派人士 →UDI民主人士和独立人士联盟 →TEM土地运动                        |

法国第23任总统尼古拉·萨科奇曾于1983至2002年间担任塞纳河畔讷伊市长职务。

## 人口
2018年，塞纳河畔讷伊市镇人口数量为59,940，在法国排名第94位。其中男性27,310人，女性33,051人，75岁及以上人口占9.3%，外籍人口数量为14,866人，人口密度为16,070人/平方公里，当地居民被称为（男性）或（女性）。2019年，塞纳河畔讷伊境内出生619人，死亡人口559人。
| 年份   | 1936   | 1946   | 1954   | 1962   | 1968   | 1975   | 1982   | 1990   | 1999   | 2006   | 2011   | 2016   | 2018   |
| ------ | ------ | ------ | ------ | ------ | ------ | ------ | ------ | ------ | ------ | ------ | ------ | ------ | ------ |
| 人口數 | 56,938 | 60,172 | 66,095 | 72,773 | 70,995 | 65,983 | 64,170 | 61,768 | 59,848 | 61,471 | 61,797 | 60,580 | 59,940 |

## 经济

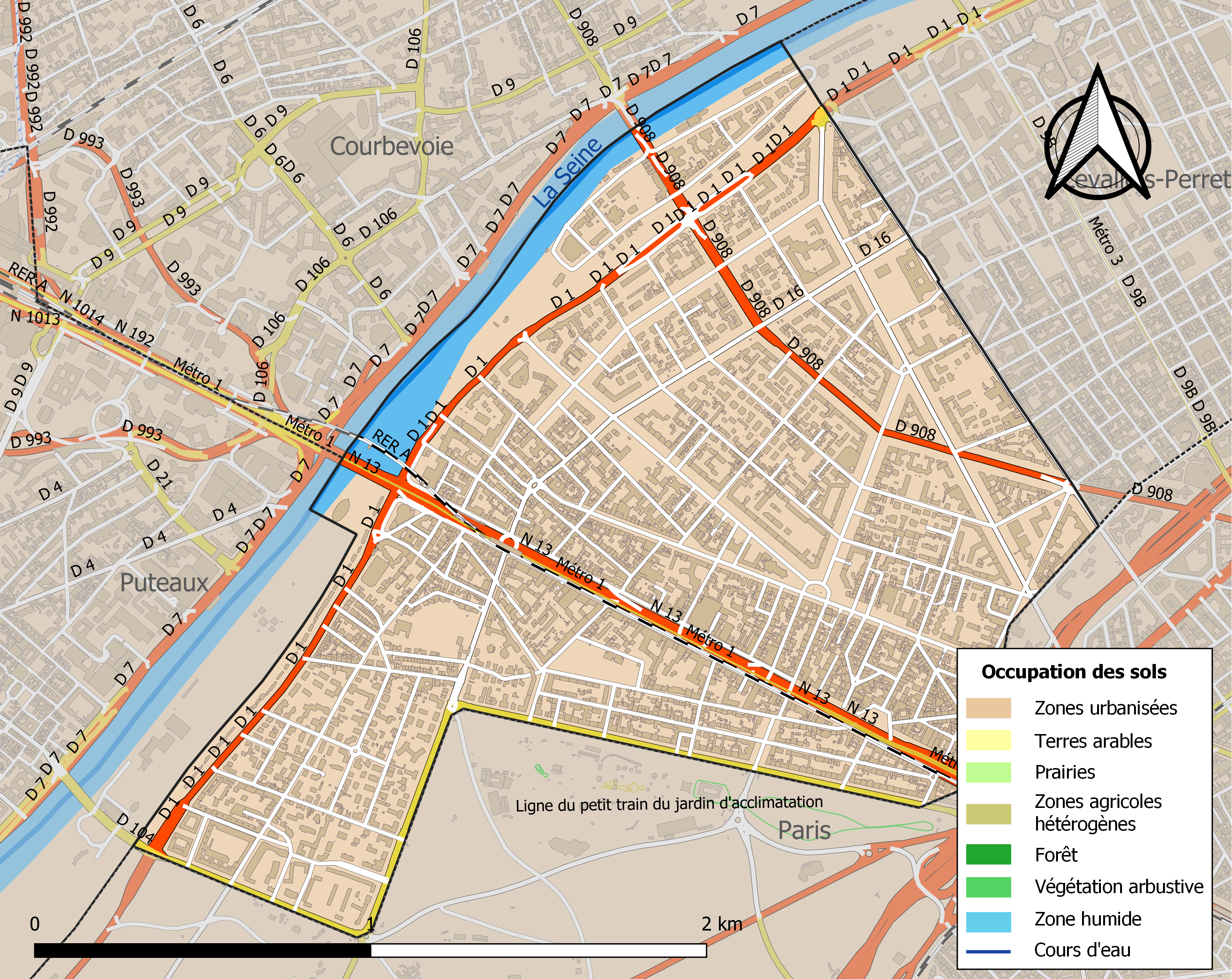
塞纳河畔讷伊土地利用情况地图

截至2021年6月，塞纳河畔讷伊境内共有各类用人单位24,474家，平均历史为15年，其中94.98%为中小型企业（PME）。香奈儿（化妆品）、丝芙兰（化妆品）及Orangina Suntory France-OSF（饮料）是当地2019年营业额最高的三个企业，分别为3,064,918,058欧元、1,690,519,820欧元和908,152,511欧元。

## 财政收入
2019年，塞纳河畔讷伊的财政收入总额为115,909,000欧元，财政支出总额为88,511,200欧元，当年的债务总额为13,197,000欧元。2020年，塞纳河畔讷伊共获得564,260欧元的国家财政补助，比上一年减少了0.55%。
2017年，塞纳河畔讷伊的人均月收入总额为6,254欧元，其中高级职员为8,230欧元，高于法国平均水平（4,214欧元）；中级职员为3,091欧元，高于法国平均水平（2,353欧元）；普通职员为2,096欧元，亦高于法国平均水平（1,690欧元）。
2017年，塞纳河畔讷伊境内的青壮年（15至64岁）失业率为9.3%，当地75.9%的家庭拥有纳税资格，平均纳税32,299欧元，高于法国平均水平（3,888欧元）。

## 社会事务

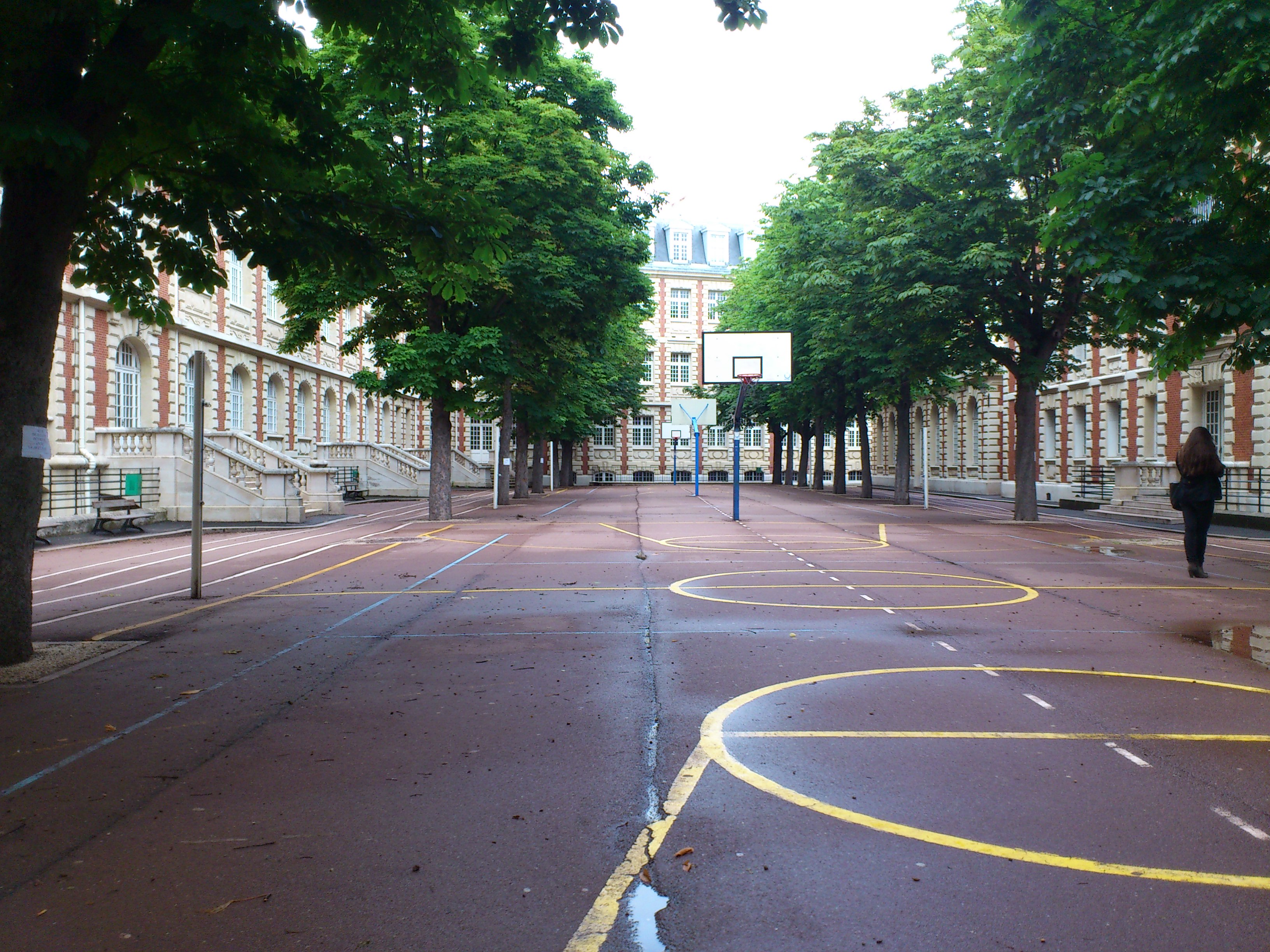
塞纳河畔讷伊巴斯德高级中学 (塞纳河畔讷伊)

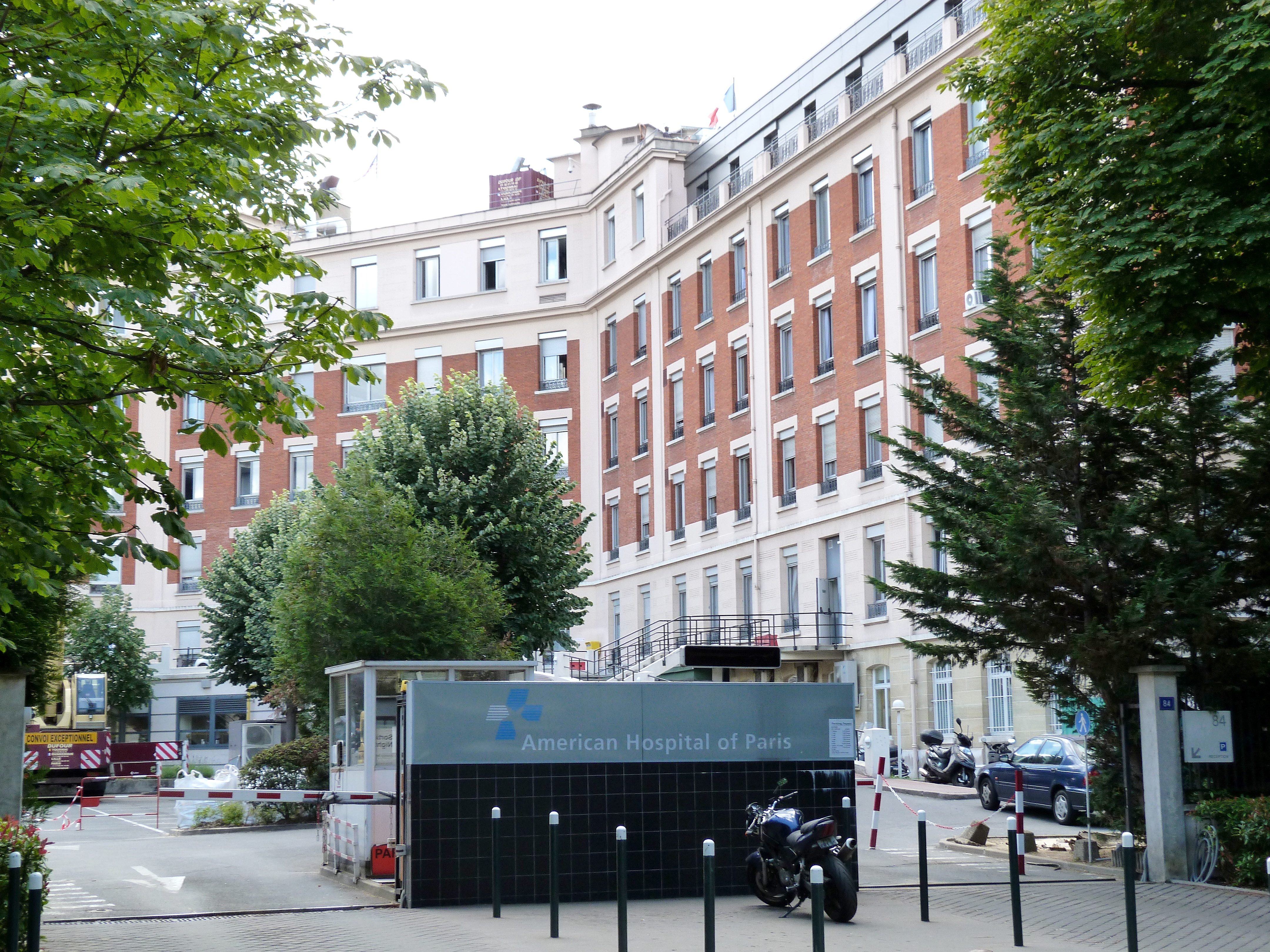
巴黎美洲医院

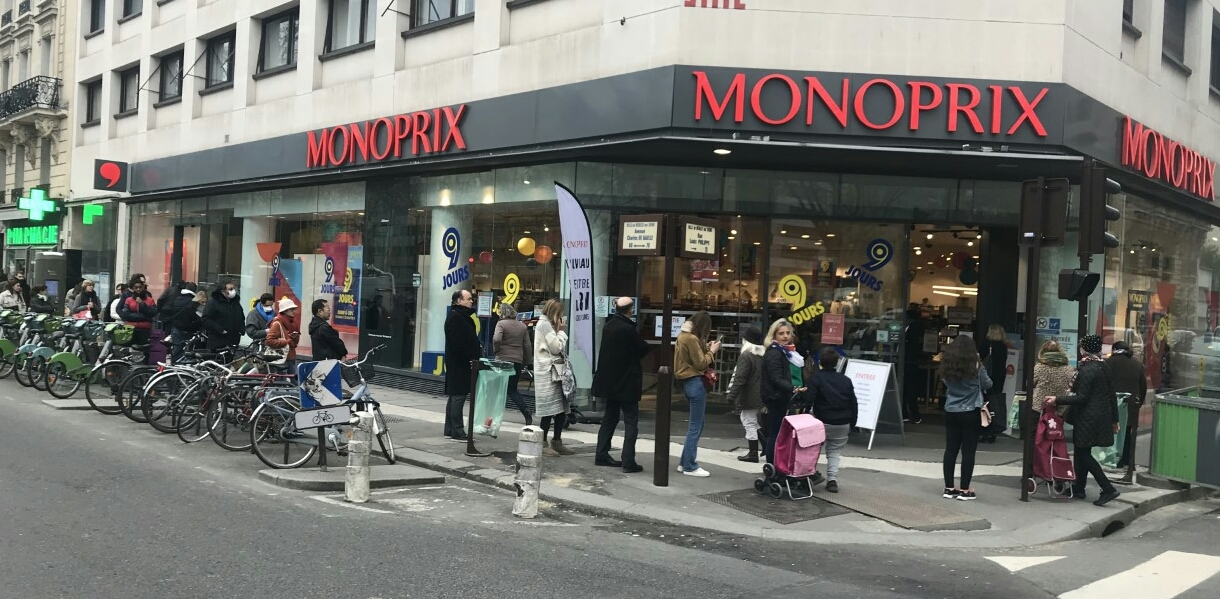
塞纳河畔讷伊市中心的Monoprix超市

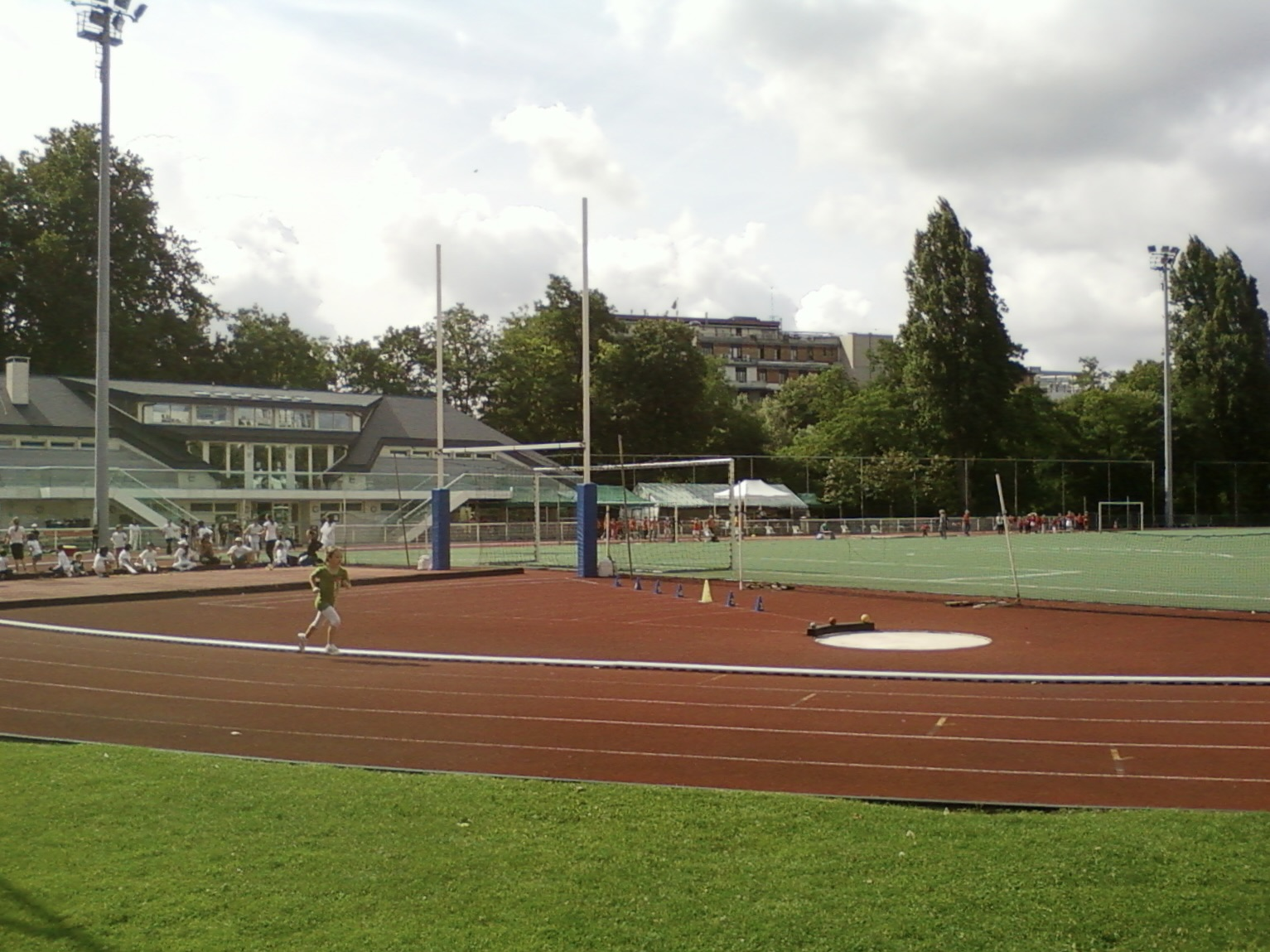
塞纳河畔讷伊境内的蒙克拉尔体育场

### 教育
塞纳河畔讷伊属于凡尔赛学区。截止2019年1月1日，塞纳河畔讷伊境内共有4所幼儿园、15所小学、8所初级中学、6所普通高中和1所职业高中。2018至2019学年度，塞纳河畔讷伊境内共有在校中等教育阶段学生7,920名。
在高等教育方面，巴黎索邦大学下属的高等信息与通信科技学校位于塞纳河畔讷伊境内。

### 医疗
截止2019年1月1日，塞纳河畔讷伊境内共有全科医生79名、保健师111名、牙医72名、护士28名、耳科医生8名、眼科医生15名、皮肤科医生13名、助产士5名、儿科医生10名和妇科医生41名。境内共有药房25家、养老院7家、残疾人帮扶中心7家。
塞纳河畔讷伊是“塞纳河岸中心医院”（Centre Hospitalier Rives de Seine）的总部所在地，后者是法国的一个区域性医疗机构，其主病区位于塞纳河畔讷伊市区，设有床位156个，是当地规模最大的公立综合性医院。除此之外，私立的巴黎美洲医院亦位于塞纳河畔讷伊境内，后者成立于1906年，2018年时共有145个床位，累计接待患者38,741人次，是巴黎西郊规模最大的私立医院之一。

### 住房
2017年，塞纳河畔讷伊境内共有各类住房35,019套，其中2.3%为独立式居民区，94.9%为集中式居民区。常住房屋占塞纳河畔讷伊市镇范围内居民建筑总量的82.4%。
在住房保障政策方面，2017年，塞纳河畔讷伊境内共有2,296户家庭获得了住房经济补助，受益人数占总人口数量的3.8%，其中2,285份为房租补助。

### 商业
2019年，塞纳河畔讷伊境内共有各类实体商铺1,892家，其中餐厅240家、大型超市13家、杂货店18家、面包房30家、肉铺22家、书店22家、装饰品店8家、银行门店55家、美容美发店49家、汽车维修店22家。市镇中心建有一家家乐福、一家Franprix和两家Monoprix便民超市。

### 体育
2019年，塞纳河畔讷伊境内共有1家游泳池、4间体育馆、1座综合体育场、32处网球场、1处足球或橄榄球场以及12处篮球或排球场。
截至2021年6月，塞纳河畔讷伊境内共有四支注册足球俱乐部，其中包括一支五人制足球队。

### 环境
塞纳河畔讷伊的环境事务由其所属的公共社区负责。2019年，塞纳河畔讷伊境内暂无污染企业。

### 治安
2019年，塞纳河畔讷伊市镇范围内有1处派出所。
2014年，塞纳河畔讷伊及附近地区共发生各类案件4,470起，其中盗窃类案件3,436起，经济类案件490起，毒品交易类案件146起。

## 文化
2019年，塞纳河畔讷伊境内共有2家剧场、1家电影院和1家博物馆。塞纳河畔讷伊市政府提供多媒体中心，向公众全年开放。

### 建筑
塞纳河畔讷伊境内有多处历史建筑，其中圣若翰洗者堂、圣伯多禄堂等为法国国家文物保护单位。

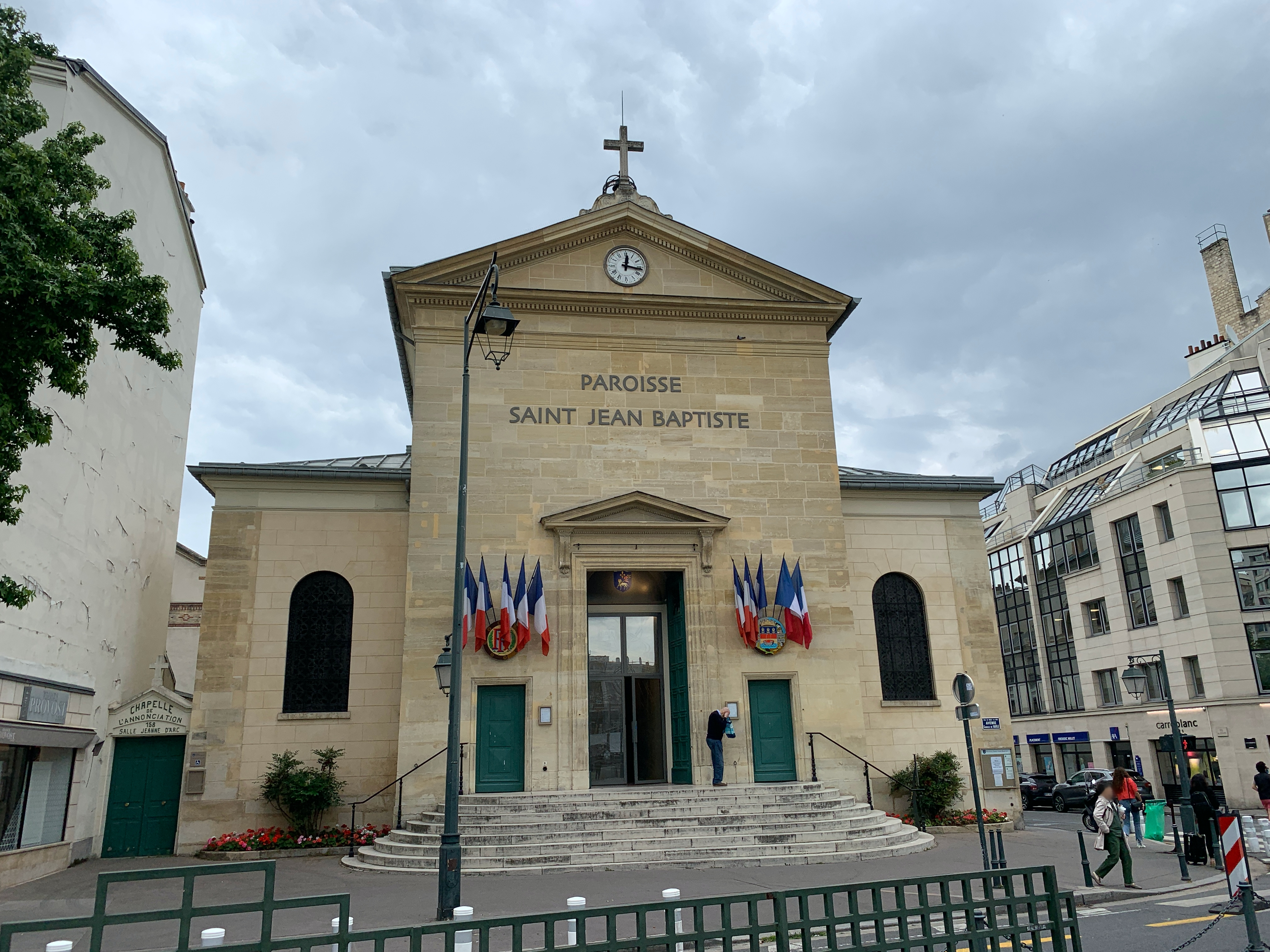
圣若翰洗者堂
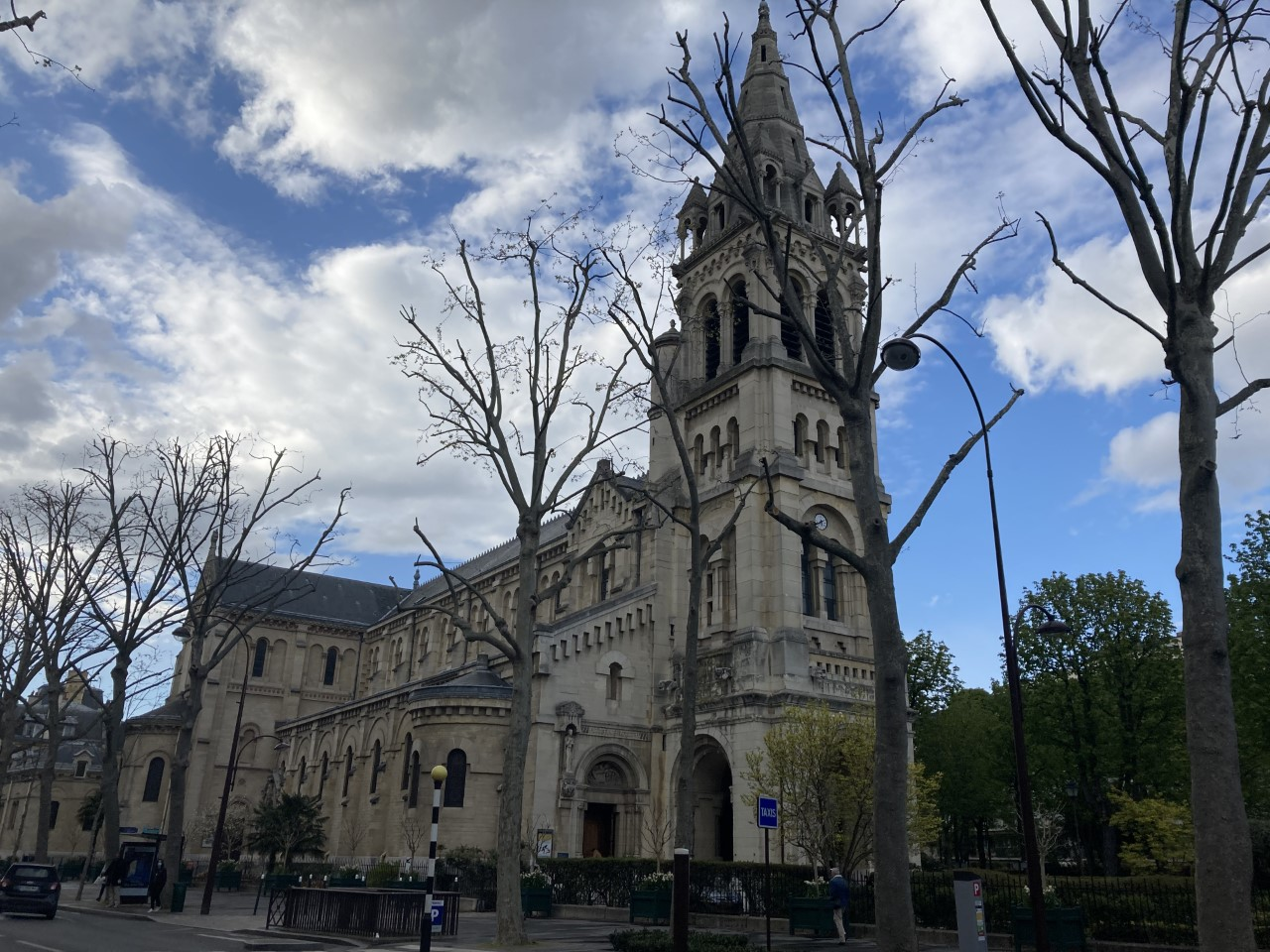
圣伯多禄堂
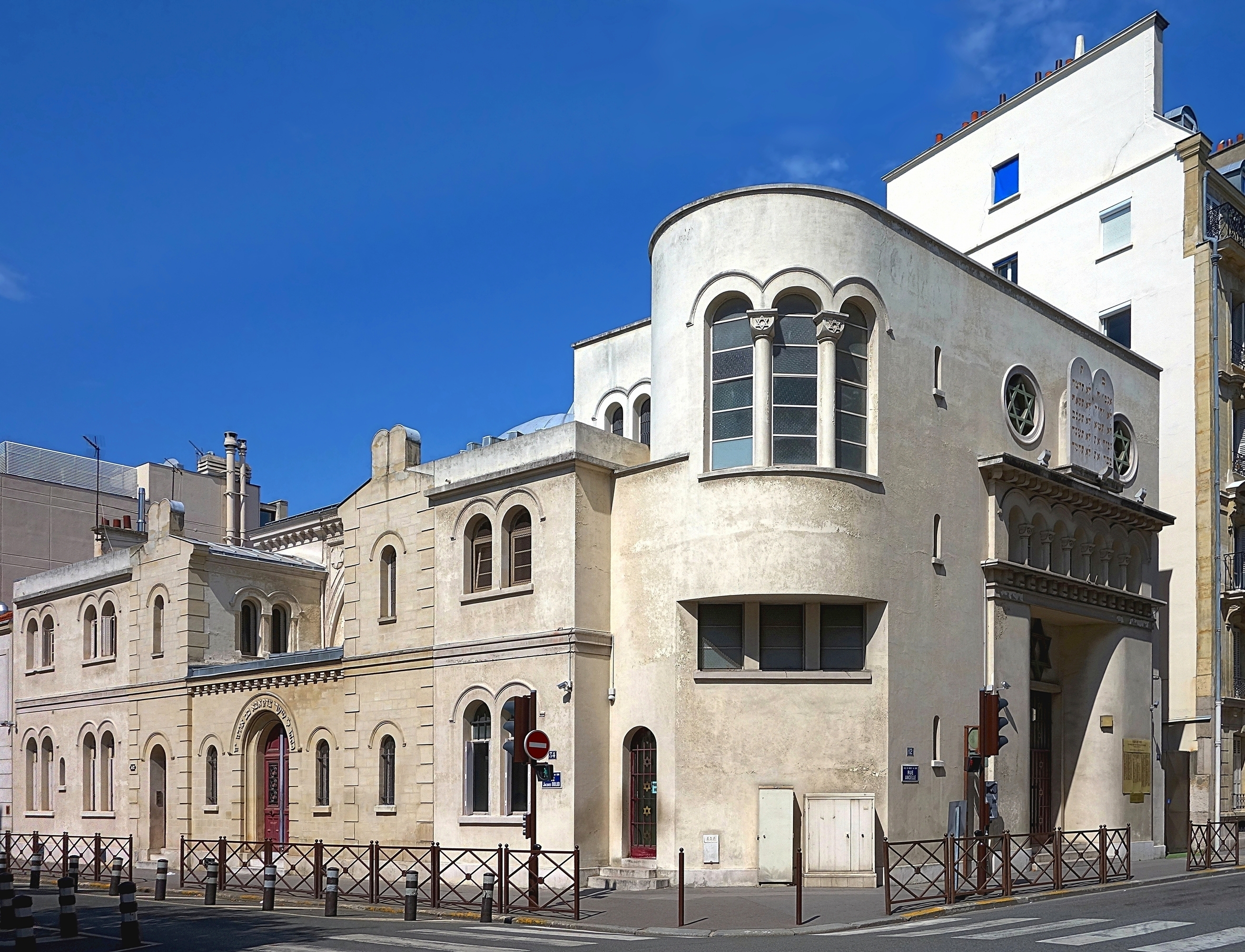
讷伊犹太会堂
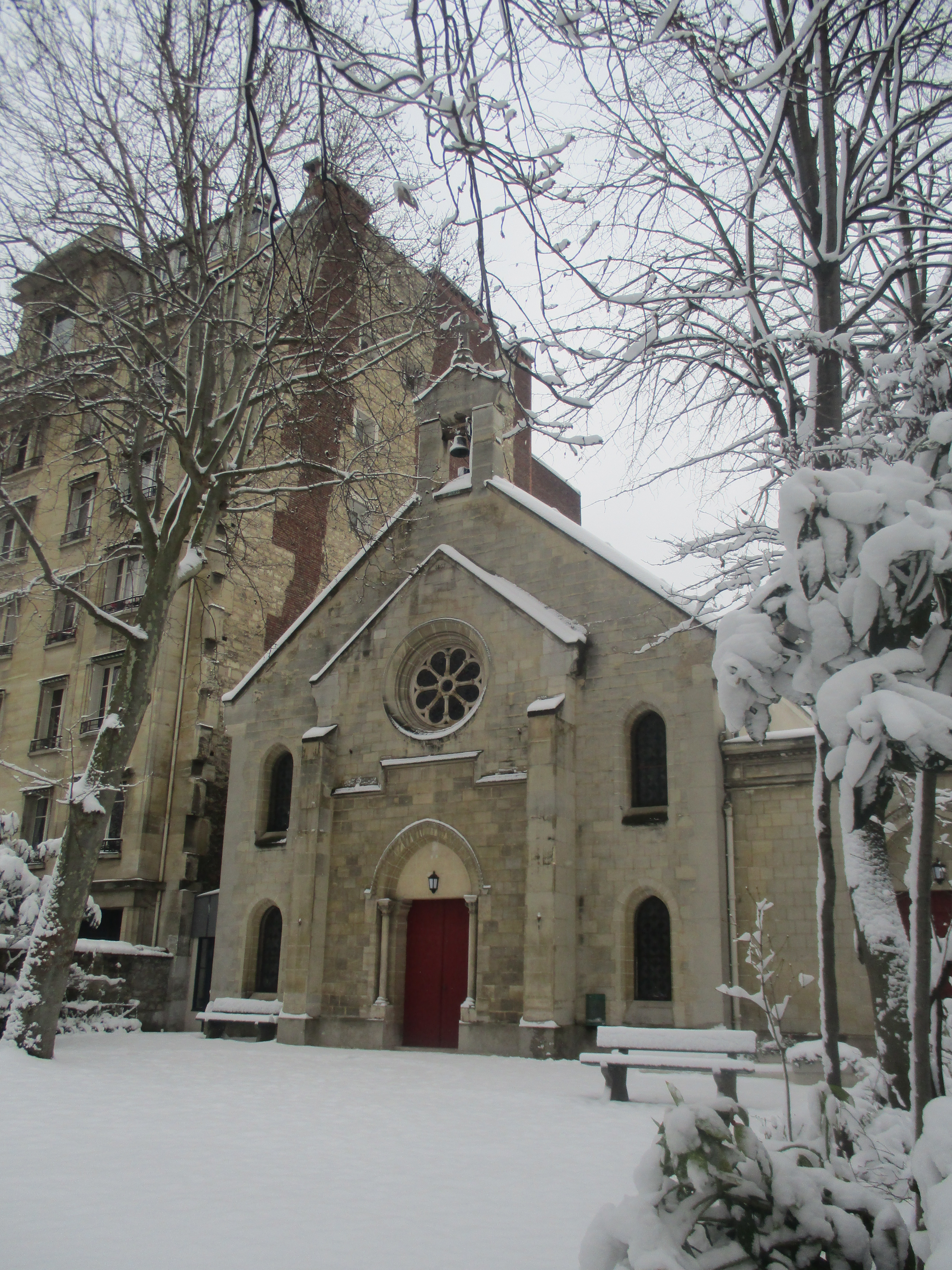
讷伊新教教堂
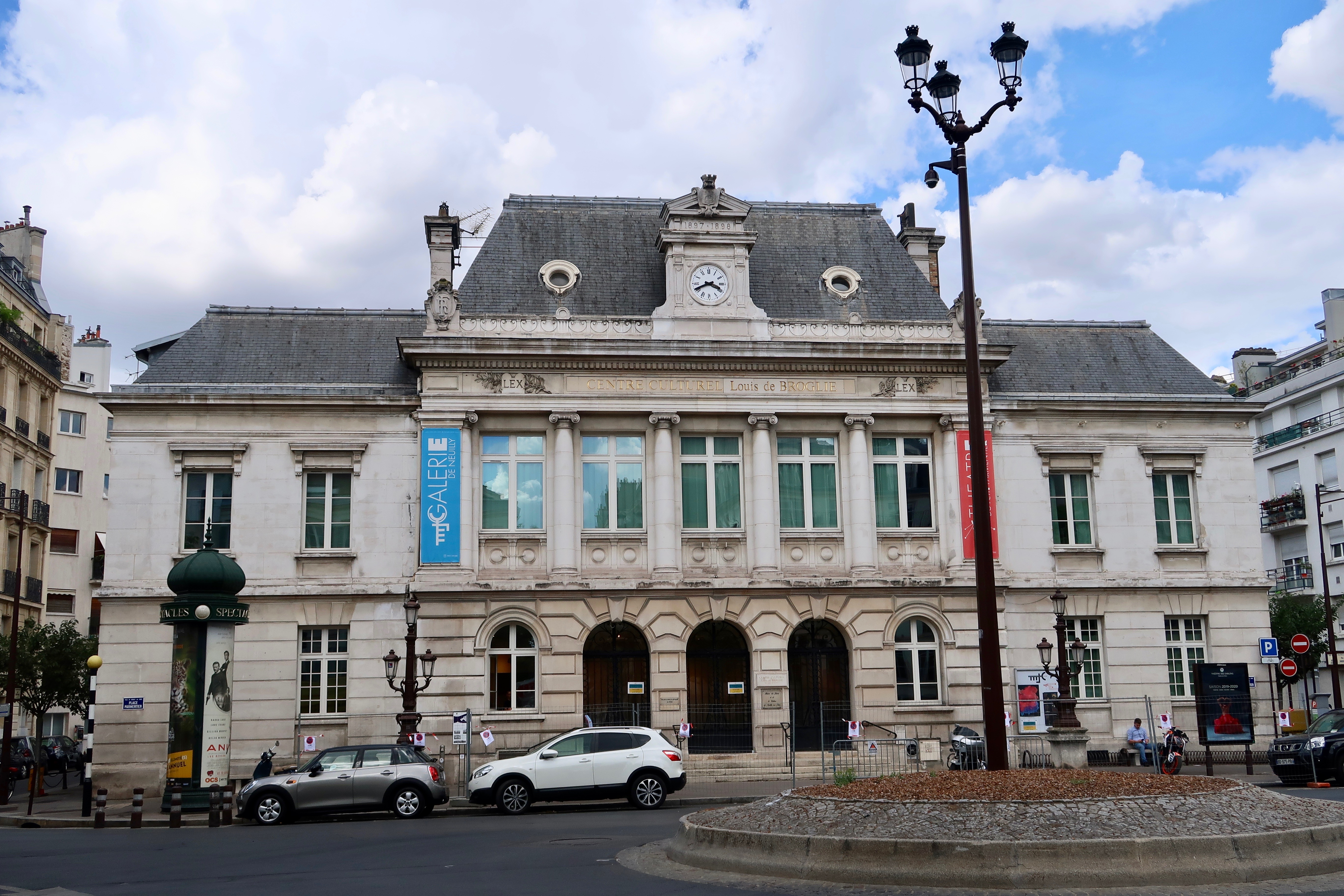
德布罗意文化中心
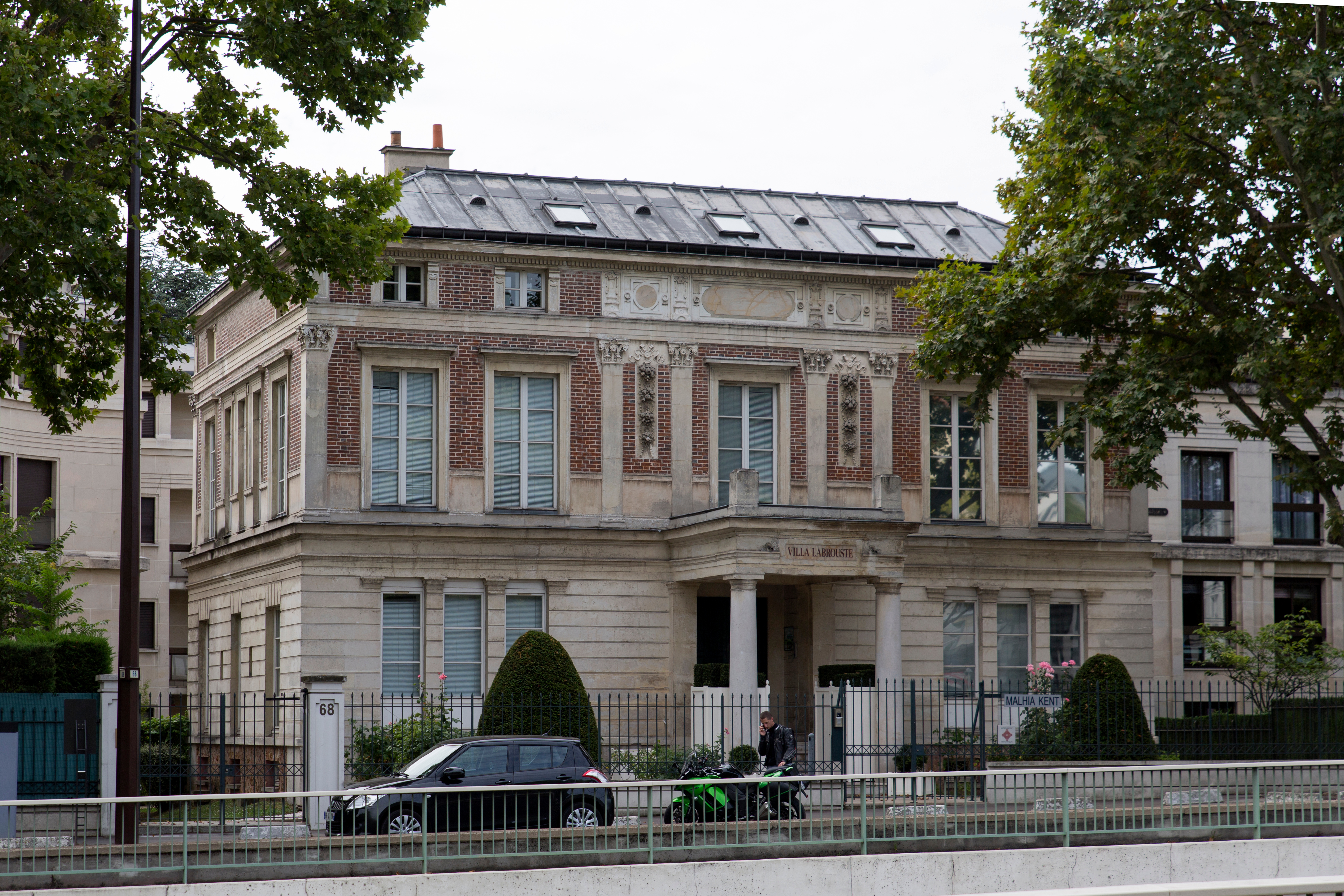
图雷宫
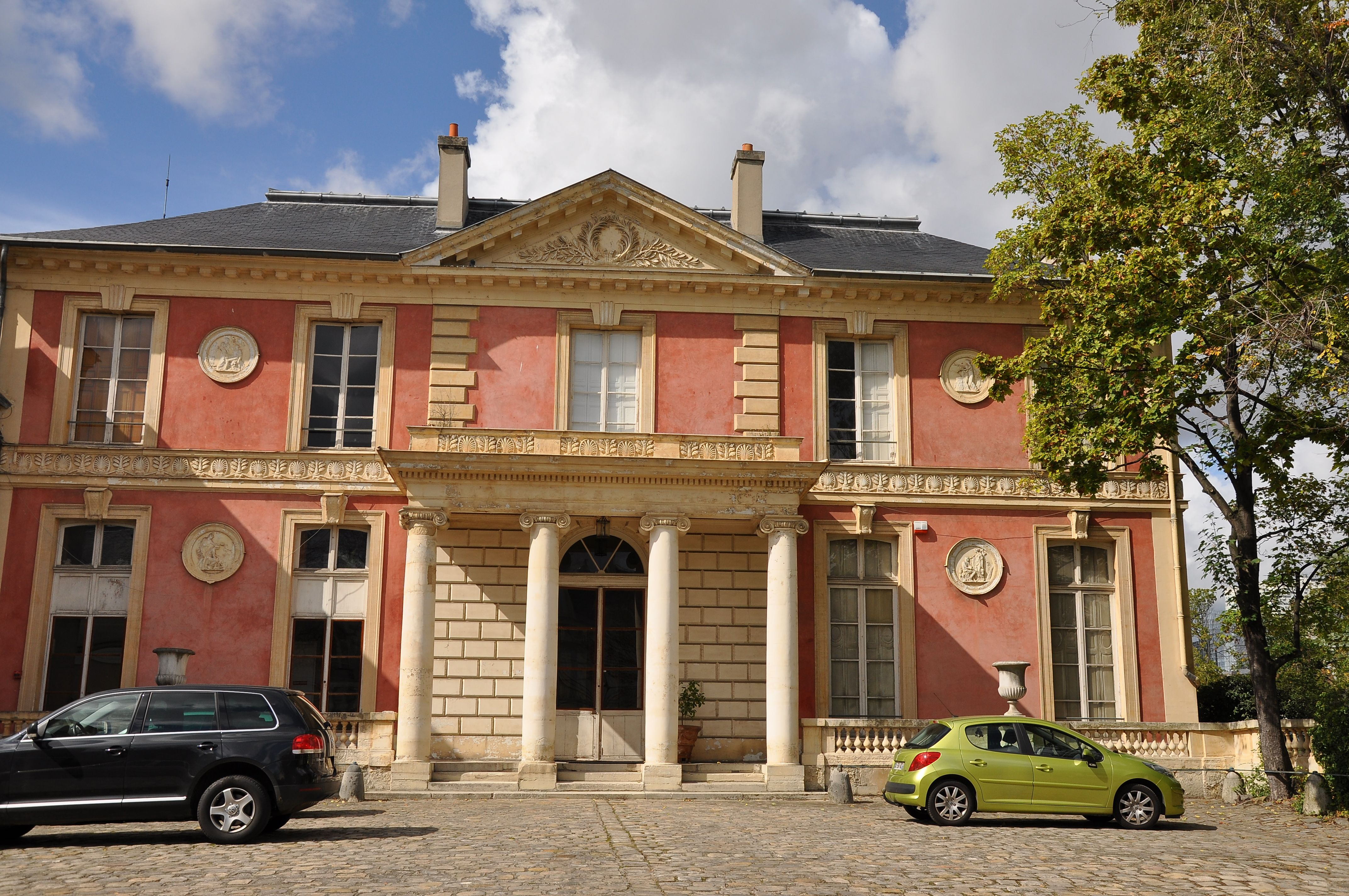
圣雅姆宫

### 旅游
塞纳河畔讷伊的旅游事务由其所属的公共社区负责。2020年，塞纳河畔讷伊境内共有9家酒店共计653间房间。

### 媒体
法国主要的媒体均可在塞纳河畔讷伊接收，法国电视三台下属的法兰西岛大区频道在部分时段播出塞纳河畔讷伊所属区域的地方新闻。

## 相关人物
法国极右翼政治家玛丽娜·勒庞出生于塞纳河畔讷伊。

## 对外交流

### 友好城市
截至2021年6月，塞纳河畔讷伊共与两座城市互为友好城市关系：
- 比利时 于克勒
- 英格兰 溫莎

### 使领馆
约旦驻法国大使馆位于塞纳河畔讷伊境内，埃及和沙特阿拉伯在塞纳河畔讷伊设有领事馆。